# Трейнер, Джеймс
Джеймс Тре́йнер (англ. James Trainer; 7 января 1863, Рексем — 5 августа 1915, Паддингтон), также известный как Джи́мми Тре́йнер (англ. Jimmy Trainer) — валлийский футболист, вратарь. Считался одним из лучших вратарей своего времени. Участник команды «неуязвимых» (англ. The Invincibles) — игроков «Престон Норт Энд», выигравших первый сезон Футбольной лиги и Кубок Англии, не потерпев ни единого поражения.

## Клубная карьера
Уроженец Рексема, Трейнер начал футбольную карьеру в школьных и молодёжных командах, включая «Пенибрин Уондрерс», «Челленджер», «Рексем Виктория» и «Рексем Гросвенор». Параллельно работал в компании по строительству карет. С 1881 по 1883 год играл за «Рексем». Изначально выступал в «Рексеме» на позиции центрального хавбека, но затем его «переубедили» стать вратарём. В сезоне 1882/83 помог «Рексему» выиграть Кубок Уэльса, обыграв в финальном матче «Друидс». 1 декабря 1883 года «Рексем» проиграл «Озуэстри Таун» во втором раунде Кубка Англии, после чего начались беспорядки на стадионе, из-за чего «Рексем» был исключён из Кубка Англии. Также сообщалось, что Джеймс Трейнер использовал оскорбительную лексику в адрес судьи, о чём было доложено в Футбольную ассоциацию Уэльса. После этого матча Трейнер покинул «Рексем», став игроком английского клуба «Грейт Ливер».
В 1884 году Трейнер стал игроком «Болтон Уондерерс». Его выступления за «Уондерерс» привлекли внимание Футбольной ассоциации Уэльса, и 21 марта 1887 года он сыграл свой первый матч за сборную против Шотландии в рамках Домашнего чемпионата Британии. В одном из матчей «Болтон Уондерерс» был разгромлен клубом «Престон Норт Энд» со счётом 12:0. Несмотря на то, что Джеймс пропустил в свои ворота двенадцать мячей, он «впечатлил» руководство «Престона», после чего был приглашён в этот клуб.
В «Престоне» Трейнер стал основным вратарём и помог своей команде выиграть «дубль» в сезоне 1888/89, завоевав золотую медаль первого в истории сезона Футбольной лиги Англии, при этом не потерпев ни одного поражения. Провёл 20 из 22 матчей своей команды в чемпионате. В том же сезоне «Престон Норт Энд» также выиграл Кубок Англии, однако в том турнире играл дублёр Трейнера, Роберт Миллз-Робертс.
С 1888 по 1899 год Трейнер провёл за «Престон Норт Энд» 275 матчей в чемпионате и Кубке Англии.
После завершения карьеры был владельцем гостиницы Lamb Hotel в Престоне.
Впоследствии переехал в Лондон, где пытался организовать выставку, посвящённую футболу, в выставочном центре Olympia London. Однако эта затея потерпела неудачу, и Трейнер «умер в бедности» в 1915 году.

## Карьера в сборной
Провёл за сборную Уэльса 20 матчей (шесть против Англии, девять — против Шотландии и пять — против Ирландии).

## Достижения
«Рексем»
- Обладатель Кубка Уэльса: 1883

«Престон Норт Энд»
- Чемпион Англии: 1888/89